# 우이빙
우이빙(중국어 간체자: 吴易昺, 정체자: 吳易昺, 병음: Wú Yìbǐng, 한자음: 오이병, 1999년 10월 14일~)은 중화인민공화국의 테니스 선수이다.

## 경력
저장성 항저우시에서 태어났다. 아버지인 우캉은 란시 출신으로 권투 선수로 활동했다.
2017년 US 오픈 주니어 단식, 복식 모두 우승하였으며, 상하이 챌린저 대회에서 우승하였다. 2018년에는 인도네시아 자카르타에서 열린 2018년 아시안 게임 남자 단식에서 은메달을 획득하였고, ATP 투어 첫 승리를 기록하였다. 2022년 US 오픈에서 예선 3연승과 본선 3회전까지 올랐다. 
2023년 ATP 투어 댈러스 오픈에서 우승하며 중국 선수로는 처음으로 우승하였다.